# Proprius förlag
Proprius förlag är ett svenskt bokförlag med säte i Stockholm, grundat av Jacob Boëthius, som ger ut böcker inom humaniora. Proprius förlag är specialiserat på litteratur om Carl Michael Bellman, men man har även givit ut böcker inom en rad ämnen som teologi, litteratur och samhälle. Till förlagets utgivning hör Koranens budskap översatt från arabiska av Mohammed Knut Bernström.